# Cité Modèle
Ne doit pas être confondu avec Cité Moderne.

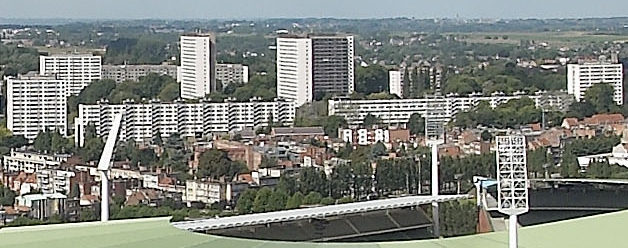
La Cité Modèle vue de l'Atomium.

La Cité Modèle (en néerlandais : Modelwijk) est un lotissement social de style modernisme situé dans l'arrondissement bruxellois de Laeken (elle est située tout près de la station Roi Baudouin et non loin du Heysel) et comportant 1 029 logements. 
Le lotissement est conçu en 1955 par Renaat Braem avec l'aide des architectes Victor Coolens, Jan Van Dosselaere, René Panis, le groupe l'Équerre et le groupe Structures.
La Cité Modèle ne doit pas être confondue avec la « Cité Moderne », érigée par l'architecte Victor Bourgeois et l'urbaniste Louis Van der Swaelmen à Berchem-Sainte-Agathe.

## Histoire
Le lotissement, comportant 22 bâtiments[réf. nécessaire], un centre culturel, une bibliothèque, un supermarché, des terrains de sport et de jeux et beaucoup d'espaces verts est une idée du député Fernand Brunfaut conformément à la loi Brunfaut de 1949 et avec les ressources du Fonds national du logement. Il devait être achevé pour l'exposition universelle de Bruxelles, l'Expo 58, mais ce délai n'a pas été respecté, comptant un retard de quelque dix ans. Finalement, le quartier n'est pas totalement aménagé selon les plans, avec des restrictions principalement sur les parties communes et les abords. Achevé, le quartier est comme une ville dans la ville qui abrite environ quatre mille habitants répartis dans un parc d'une superficie de 17 ha.
Les logements appartiennent à la Société immobilière publique Le Foyer Laekenois, propriété de la Région bruxelloise, de la Ville de Bruxelles et du Centre public d'action sociale (CPAS) de Bruxelles. Le Foyer Laekenois est reconnu et contrôlé par la  Société du Logement de la Région de Bruxelles-Capitale (SLRB).
Le quartier est rénové de 2010 à 2015, au cours duquel le nombre d'unités résidentielles dans les immeubles d'origine a été réduit au profit de la taille de chaque unité individuelle, tandis que cinq immeubles d'appartements supplémentaires ont été construits dans le même style et selon les mêmes principes. La rénovation a été supervisée par un collège d'architectes et d'ingénieurs (Archi+I, A33, Jan Maenhout + Steven van den Begrh, Atelier-T, ESTABLIS).
La Cité Modèle est desservie par la station de métro Roi Baudouin.